# 福智川
福智川（ふくちがわ）は、福岡県田川郡福智町を流れる川で、一級水系・遠賀川水系の一級河川。

## 地理
福智山の南麓を水源とする。上流端は福智町上野（あがの）皿山で、南へと流れる。途中、支流の岩屋川を合わせ、中里で彦山川に注ぐ。源流域は上野峡（あがのきょう）と呼ばれ、白糸の滝を始めとした名所のほか、上野焼の窯元が集まる。

## 支流
- 岩屋川（いわやがわ） - 福智町を流れる遠賀川水系の一級河川。上流端は福智町弁城（べんじょう）岩屋。福智川に注ぐ[6][7]。弁城ダムがある（後述）。

## 河川施設

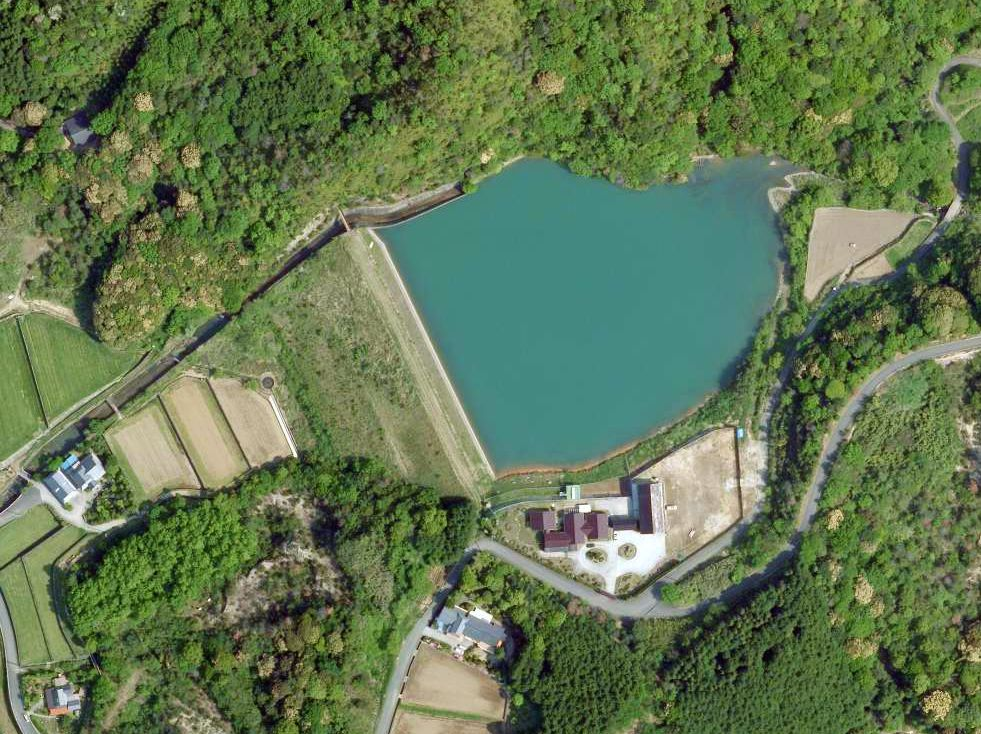
弁城ダム（岩屋川）

- 弁城ダム - 福智町弁城、岩屋川に建設されたダム。高さ23.1メートルのアースダムで、灌漑を目的とする。1966年（昭和41年）度竣工。ダム直下に円筒分水がある[9]。

## 並行する交通
- 福岡県道62号北九州小竹線[10]

## 流域の名所
上野峡
福智川源流域にある峡谷。北九州国定公園、筑豊県立自然公園。
福智山への登山口の一つ。神話の時代、当地を訪れたヤマトタケルが急坂で「上がり野かな」と言ったことが「上野」という地名の由来であると伝わる。白糸の滝を始め、河鹿橋、虎尾桜、その他かぶと岩・弘法岩・つばめ岩といった奇岩がある。町内を巡回する福祉バス「上野峡入口」バス停付近に架かる城山橋から白糸の滝まで約3キロメートル。
白糸の滝
上野峡にある滝。福智川にかかる。高さ20メートル、幅7メートル。修験道の開祖・役小角を始め、白鳳の時代より名だたる僧が修行のため訪れたという。そばに観音像が祀られており、江戸時代までは梵音の滝（ぼんおんのたき）とも呼ばれていた。

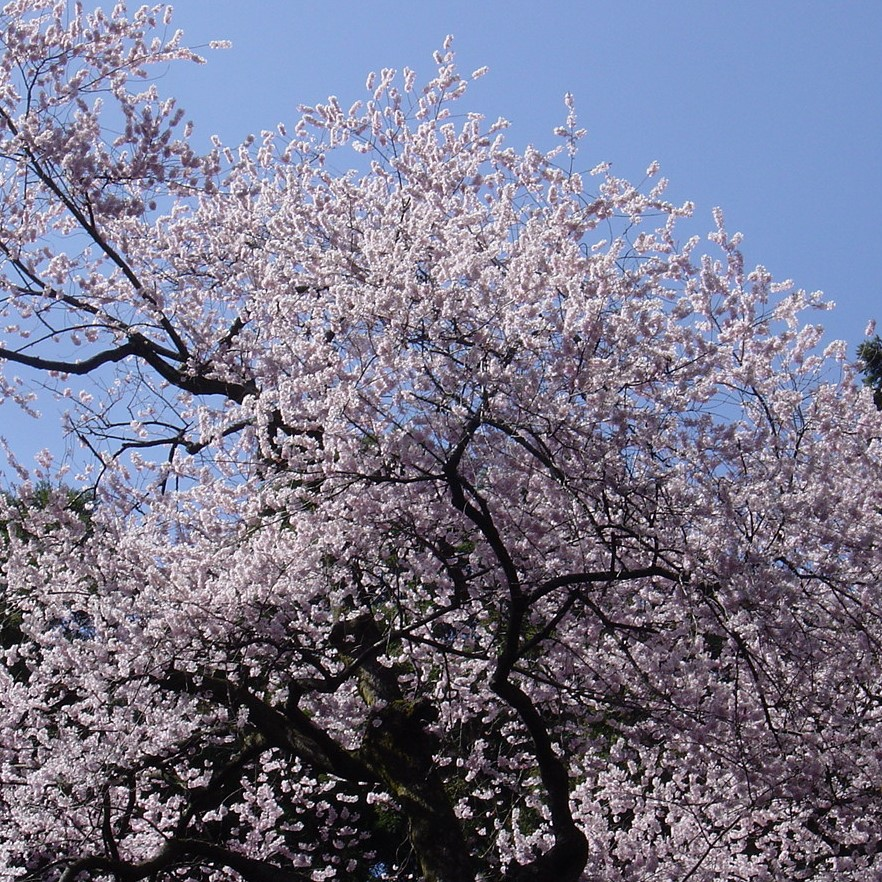
虎尾桜
福岡県最大の高さ17メートルを誇るエドヒガンで、樹齢は推定600年。福智山の霊木といわれたが、平成に入る頃には樹勢がひどく衰えていた。地元ボランティアによる手当てが行われ、さらに樹木医の協力も得て、樹勢を回復するに至る。
興国寺
曹洞宗の寺院。筑豊の禅寺としては最古の歴史を持つ。